# Trine 5 år
|  | Denne artikel er oprettet af botten PalnaBot ud fra en ekstern database. Den kan derfor have sproglige fejl eller mangler. Denne skabelon kan fjernes efter kontrol af indholdet. |

Trine 5 år er en kortfilm fra 1988 instrueret af Morten Bo efter manuskript af Morten Bo.

## Handling
Børnefilm. Trine og Thomas er venner. De leger sammen, og da nogle andre børn vil være med, siger Trine, at de er dumme, og at de skal gå deres vej. Senere leger Thomas med en anden dreng, og da Trine vil være med, siger Thomas det samme til hende. Hun bliver gal og ked af det og må trøstes af sin far. Trine og Thomas bliver gode venner igen, og filmen slutter med, at alle børnene leger sammen